# حديقة كهف فورستفيل الغامض العامة
حديقة كهف فورستفيل الغامض العامة (بالإنجليزية: Forestville Mystery Cave State Park)‏؛ هو كهف يقع في مقاطعة فيلمور في الولايات المتحدة. وهو أحد الحدائق العامة في ولاية مينيسوتا.

## السياحة
يعد «حديقة كهف فورستفيل الغامض العامة» أحد مواقع الجذب السياحي في مقاطعة فيلمور في ولاية مينيسوتا الأمريكية.